# Le Rochail
Le Roichail ist ein 3022 Meter hoher Berg in den Dauphiné-Alpen im Département Isère in der Region Auvergne-Rhône-Alpes im Südosten Frankreichs.
Bekanntheit verschafft ihm sein Ruf als westlichster Dreitausender der Alpen. Nördlich liegt der kleine Gletscher Glacier du Rochail, von dem ebenfalls auf der Karte eingezeichneten Glacier Rampant sind auf der aktuellen Luftaufnahme nur noch unbedeutende Reste zu erkennen. Die Schutzhütte Refuge Communal des Sources liegt auf einer Höhe von 2268 Metern im Kar nördlich des Berges.